# 公路飆車 (專輯)
《公路飆車》是德国电子乐队電力站樂團的第四张录音室专辑，发行于1974年11月。这是乐队首张大量使用其标志性重复电子声的专辑。专辑名称源自于德國高速公路。 

## 专辑制作
《公路飆車》不完全是一张电子乐专辑，除了合成器之外还使用了小提琴、长笛、钢琴和吉他。除在专辑同名曲中使用了原始人声和声码器编码人声，其余曲目皆为纯音乐。乐队使用了迷你穆格合成器、ARP奥德赛合成器、EMS合成AKS合成器、法菲萨专业钢琴以及各种自行设计和改造的设备，例如他们著名的电子鼓。
专辑同名曲表现了乘车游览风光、快车道上的疾驰、车载电台的调频和长途旅行的乏味感等在高速公路上驾驶的意境。
其余的氛围音乐曲目都是前奏和主体组成的两段式结构。前奏大致基于“夜晚”主题，首先是《彗星旋律1》和《彗星旋律2》（受科胡特克彗星启发），紧随的是曲风令人不安的《午夜》。最后是《晨间散步》，此曲前奏表现了“黎明”，加入了电子合成的鸟鸣声。延长的尾奏则是专辑同名曲前奏器乐部分的重复变奏。
克劳斯·瑞德尔只与乐队合作了很短时间，在专辑录制结束之前他就离开了乐队。
音乐工程师康尼·普兰克参与制作了发电站的最初几张专辑，为早期乐队曲风的形成做出了巨大贡献。大部分录音和混音都在他位于科隆的录音室进行。
沃夫冈·弗勒尔自1973年末加入乐队。首次出场于柏林电视台一场宣传专辑《拉尔夫和弗洛里安》的表演。那场演出中他首次使用了乐队自制的电子鼓，之后在专辑《公路飆車》中也被大量被使用。

## 专辑封面
德国版的初版专辑封面由埃米尔·舒尔特绘制，他自专辑《拉尔夫和弗洛里安》就与乐队开始合作了，同时也参与了曲目《公路飆車》的作词。1974年由Vertigo唱片发行的英国版封面则是由厂牌自己的市场部门设计。
初版专辑的封底照片表现了胡特尔、施耐德、瑞德尔和埃米尔·舒尔特坐在汽车的后排。当沃夫冈·弗勒尔决定长期加入乐队后，他的形象替换掉了舒尔特。不过2009年的重制版中使用的却是初版的照片。

## 评价
| 評論得分                 | 評論得分 |
| 來源                     | 評分     |
| ------------------------ | -------- |
| AllMusic                 | [ 4 ]    |
| 《克里斯特高的唱片指南》 | B−       |
| 《淹没于声音》           | 9/10     |
| 《流行音乐百科》         | [ 7 ]    |
| 《爱尔兰时报》           | [ 8 ]    |
| 《Mojo》                 | [ 9 ]    |
| 《Q》                    | [ 10 ]   |
| 《滚石专辑指南》         | [ 11 ]   |
| 《Spin另类摇滚指南》     | 9/10     |
| 《未剪辑》               | [ 13 ]   |

《村声》杂志的评论家罗伯特·克里斯特高称：“这是德国酸菜摇滚中的铁蝴蝶乐队，或是给十足的傻瓜听的麦克·欧菲尔德，但委婉的说我不完全否定这张专辑。” AllMusic将其描述为一张“先锋专辑”、“同时有着电子放克、氛围音乐和合成器流行的特点。” 专辑被《1001张死前必听专辑》这本书收录。 线上杂志《死寂》的约翰·多兰（John Doran）说：“这张专辑是德国实验流行乐与摇滚乐创造力的爆发点，它的运动节奏也标志着近代音乐史的发展。”
《新音乐快递》则持负面态度，称专辑“弄巧成拙”、“充满《神气粉小猪》中的噪音”
专辑同名曲的电台编辑版出人意料的在全球范围受到欢迎，最高达到了英国榜单第11名，加拿大和荷兰榜单第12名，美国公告牌百强单曲第25名和澳大利亚榜单第30名。
2015年，专辑被格莱美名人堂收录。

## 曲目
| 第一面 | 第一面                   | 第一面 |
| 曲序   | 曲目                     | 时长   |
| ------ | ------------------------ | ------ |
| 1.     | 《公路飆車》（Autobahn） | 22:43  |

| 第二面   | 第二面                            | 第二面 |
| 曲序     | 曲目                              | 时长   |
| -------- | --------------------------------- | ------ |
| 2.       | 《彗星旋律1》（Kometenmelodie 1） | 6:26   |
| 3.       | 《彗星旋律2》（Kometenmelodie 2） | 5:48   |
| 4.       | 《午夜》（Mitternacht）           | 3:43   |
| 5.       | 《晨间散步》（Morgenspaziergang） | 4:04   |
| 总时长： | 总时长：                          | 42:26  |

## 制作人员
原版专辑
- 拉尔夫·胡特尔（英语：Ralf Hütter）：人声、电子音
- 弗洛里安·施耐德（英语：Florian Schneider）：人声、电子音
- 克劳斯·瑞德尔（英语：Klaus Röder）：小提琴、吉他
- 沃夫冈·弗勒尔（英语：Wolfgang Flür）：电子鼓
- 康尼·普兰克（英语：Conny Plank）：音乐工程师
- 埃米尔·舒尔特（英语：Emil Schult）：封面绘制
- 芭芭拉·妮莫勒（Barbara Niemöller）：封底照片拍摄

1985年版专辑
- 克劳斯·瑞德尔：《午夜》中的电子小提琴

2009年重制版专辑
- 拉尔夫·胡特尔：人声、电音、合成器、管风琴、钢琴、吉他、电子鼓、封面重绘
- 弗洛里安·施耐德：人声、人声编码、电音、合成器、长笛、电子鼓
- 沃夫冈·弗勒尔：《彗星旋律1》和《彗星旋律2》中的电子鼓
- 克劳斯·瑞德尔：《午夜》中的电子小提琴
- 约翰·赞布莱斯基（Johann Zambryski）：封面重绘